# Church of the United Brethren in Christ
Church of the United Brethren in Christ är ett kristet trossamfund med rötterna i den Första stora väckelsen i Amerika på 1700-talet.
I maj 1767 hölls ett väckelsemöte i en lada i Lancaster, Pennsylvania. Det ledde till att en gemenskap mellan tyskspråkiga församlingar av olika samfundsbakgrund växte fram i Pennsylvania, Virginia, Maryland och Ohio. År 1800 samlades tretton pastorer till en konferens hemma hos Peter Kemp i Frederick, Maryland. Man antog namnet United Brethren in Christ och utnämnde Martin Böhm och Philip William Otterbein till biskopar. En trosbekännelse antogs 1815 (baserad på en snarlik, författad av Otterbein 1789).
1837 beslutade man att slavägare inte längre kunde vara medlemmar av United Brethren, något som begränsade kyrkans tillväxt i Sydstaterna. 1847 grundade man det ännu existerande Otterbein College i Westerville, Ohio.
1889 hade United Brethren vuxit till över 200 000 medlemmar, ledda av sex biskopar. Vid generalkonferensen samma år beslutade man att tillåta församlingsmedlemmar att tillhöra hemliga ordenssällskap samt att genomföra viktiga ändringar rörande konferensrepresentation. 
Biskop Milton Wright (far till flygarpionjärerna Wilbur och Orville Wright) och hans anhängare lämnade konferensen i protest mot dessa beslut som man menade fattats på ett stadgevidrigt sätt. Man betecknade sig som den rättmätiga och ursprungliga kyrkan och de församlingar (med 10 000 - 20 000 medlemmar) som följde Wright tvingades ta rättslig strid för att få behålla sina kyrkolokaler, strider som man oftast förlorade. 
1897 grundade man ett nationellt högkvarter med boktryckeri, förlag och skola i Huntington, Indiana varifrån kyrkan ännu leds.
Fram till 1946 fanns två olika samfund med namnet Church of the United Brethren in Christ. För att skilja dem åt lades tilläggen Old Constitution och New Constitution till efter respektive kyrkas namn. Majoriteten gick samma år ihop med Evangelical Church och bildade Evangelical United Brethren Church.
Den sistnämnda gick 1968 i sin tur samman med Metodistkyrkan i USA och bildade the United Methodist Church.
Minoriteten lever kvar under det ursprungliga namnet. Man har uppemot 45 000 medlemmar i över 500 församlingar, i femton olika länder.
Ungefär hälften av medlemmarna bor i USA.